# Ekeby (gmina Kumla)
Ekeby – miejscowość (tätort) w Szwecji, w regionie administracyjnym (län) Örebro, w gminie Kumla.
Według danych Szwedzkiego Urzędu Statystycznego liczba ludności wyniosła: 461 (31 grudnia 2015), 601 (31 grudnia 2018) i 596 (31 grudnia 2019).